# Katinski rid
Katinski rid (bułg. Катински рид) – szczyt Czernej Gory, w Bułgarii, o wysokości 916 m n.p.m.